# カリフォルニア (原子力ミサイル巡洋艦)
|          | |
| 艦歴     | |
| 発注     | 1968年6月13日 |
| 起工     | 1970年1月23日 |
| 進水     | 1971年9月22日 |
| 就役     | 1974年2月16日 |
| 退役     | 1999年7月9日 |
| その後   | 原子力艦再利用プログラム |
| 除籍     | 1999年7月9日 |
| 性能諸元 | |
| 排水量   | 基準：10,643 t、満載：11,548 t |
| 全長     | 181.6 m (596 ft)、 水線長：173.7 m (570 ft) |
| 全幅     | 18.5 m (61 ft)、 水線幅：18.2 m (60 ft) |
| 吃水     | 7 m (23 ft)、最大：10 m (33 ft) |
| 機関     | ジェネラル・エレクトリックD2G原子炉2基 |
| 最大速力 | 30ノット |
| 航続距離 | |
| 乗員     | 士官40名、兵員544名 |
| 兵装     | Mk.45 5インチ単装砲 2基 Mk.13 mod.7 単装ミサイル発射機 2基 Mk.16アスロック8連装発射機 1基 Mk.141 ハープーン4連装発射筒 2基 Mk.15 20mmファランクス CIWS 2基 Mk.32 324mm短魚雷3連装発射管 2基 |
| 搭載機   | 発着艦スペースのみ |
| 愛称     | Golden Grizzly |

カリフォルニア(USS California, CGN-36)は、アメリカ海軍のミサイル巡洋艦。カリフォルニア級原子力ミサイル巡洋艦の一番艦。艦名はカリフォルニア州に因み、その名を持つ艦としては6隻目。
カリフォルニアおよび姉妹艦のサウスカロライナはターター艦対空ミサイル（NTU改修後はスタンダードSM-2MR）、ハープーン艦対艦ミサイルを発射できるMk-13ミサイルランチャーを艦の前後にそれぞれ一基ずつ装備し、また同様に5インチ速射砲も一基ずつ装備していた。両艦は後部の上部構造に飛行甲板と共にユニークな配置が行われていた。対潜水艦戦用の装備を備え、対空、水上、水中全ての脅威に対して対応する能力を保有した。

## 艦歴
カリフォルニアはバージニア州ニューポート・ニューズのニューポート・ニューズ造船所で1970年1月23日に起工した。1971年9月22日にアメリカ合衆国のファーストレディ、パット・ニクソンによって進水し、1974年2月16日にフロイド・H・ミラー・ジュニア艦長の指揮下就役した。当初はDLGN（フリゲート）として就役したが、1975年6月30日にCGN（ミサイル巡洋艦）に艦種変更された。
カリフォルニアはカリフォルニア州でのゴールド・ラッシュと州旗にデザインされた灰色熊に因んで「ゴールデン・グリズリー Golden Grizzly」の愛称で呼ばれた。1977年にイギリスのポーツマスで行われたエリザベス2世即位25周年記念式典にアメリカ海軍の代表として参加した。1980年には、1964年にエンタープライズ(USS Enterprise, CVN-65)とその任務群が果たして以来の地球周回を成し遂げた。
カリフォルニアは1999年7月9日に退役し除籍される。その後原子力艦再利用プログラム(Ship-Submarine Recycling Program, SRP)に基づき1998年10月1日にピュージェット・サウンド海軍工廠で解体が始まった。艦の原子炉は2001年初めに撤去された。しかしながら再利用プログラムは2005年時点で継続している。
作家のJ・ラニアー・イェーツは1974年と1998年にカリフォルニアで軍務に就いている。2005年に彼は『Bay of One Hundred Fires』を出版したが、同作ではカリフォルニアがオーバーホールの上改修され、イラク攻撃に重要な役割を果たすというものであった。